# Великовское
Великовское — село в составе Валковского сельсовета Лысковского района Нижегородской области.
Расположено в левобережье Волги в 90 км к востоку от Нижнего Новгорода и в 22 км к северо-востоку от города Лысково.
Через село проходит автодорога Бор — Михайловское.

## Население
| 2002 | 2010 |
| ---- | ---- |
| 332  | ↘267 |

## Инфраструктура и достопримечательности
Лесопилка, охотничье хозяйство «Великовское». 

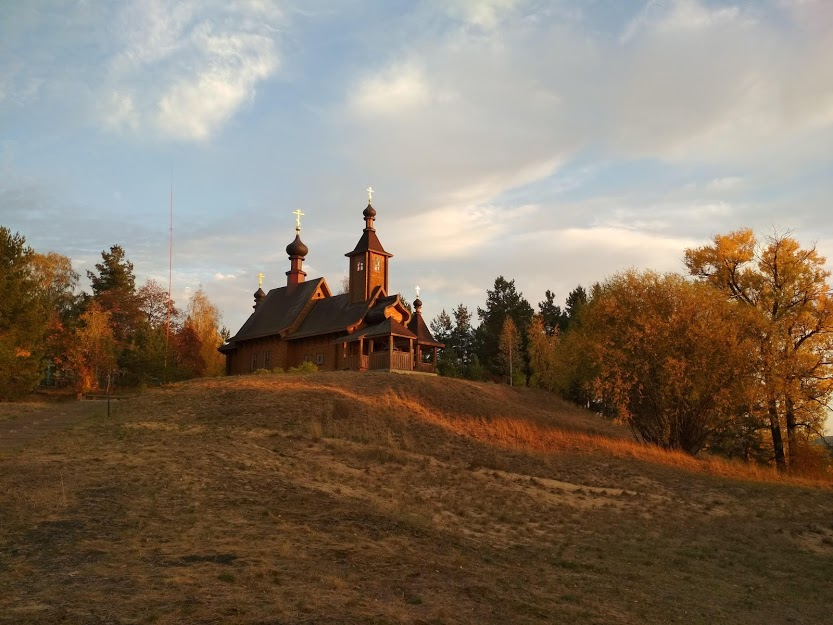
Храм Преображения Господня

Также в селе имеется Храм Преображения Господня, относится к Лысковской епархии Русской Православной Церкви Деревянная церковь построена в 2005—2007 годах на месте существовавшей ранее Церкви Архистратига Михаила, бывшей также деревянной, построенной в 1877 году, в советское время закрытой и разрушившейся.